# North West Brook
North West Brook est un village canadien situé sur l'île de Terre-Neuve dans la province de Terre-Neuve-et-Labrador. Il est situé sur la route Transcanadienne.

## Annexe